# ديفيد سميث (سياسي)
ديفيد سميث (بالإنجليزية: David Smith)‏ هو سياسي أسترالي، ولد في 12 أكتوبر 1943 في بانباري في أستراليا. حزبياً، نشط في حزب العمال الأسترالي ‏. وقد انتخب عضو الجمعية التشريعية لأستراليا الغربية عن دائرة Electoral district of Mitchell (Western Australia) ‏ (19 فبراير 1983 – 14 ديسمبر 1996).